# Erklärung zu den Menschenrechtsverteidigern
Die Erklärung zu den Menschenrechtsverteidigern a (englisch Declaration on Human Rights Defenders) wurde am 9. Dezember 1998 durch die Resolution 53/144 der UN-Generalversammlung im Konsens angenommen und stellt internationale Standards für den Schutz der Menschenrechtsverteidiger/-innen dar.
Angesichts der noch immer bestehenden Verfolgung und Unterdrückung von Menschenrechtsverteidigern in vielen Teilen der Welt hat das Anliegen der Resolution bis heute nicht an Aktualität eingebüßt: Die Errungenschaft der Erklärung liegt darin, dass sie erstmals ein Recht auf das Verteidigen von Menschenrechten definiert.
Die Erklärung ist rechtlich nicht bindend, aber eine Grundlage für internationalen politischen Druck auf Regierungen, die alle verpflichtet sind, Menschenrechtsverteidiger/-innen zu schützen. Als Menschenrechtsverteidiger/-in ist jeder Mensch definiert, der sich gewaltfrei für die Förderung und den Schutz von Menschenrechten und Grundfreiheiten einsetzt.
Die Verhandlungen über die Erklärung zu den Menschenrechtsverteidigern sollten eine Debatte darüber anstoßen, wie zivilgesellschaftliche Akteure als aktive Verteidiger von Menschenrechten anerkannt und unterstützt werden könnten.

## Entstehungsgeschichte
Die Erklärung zu den Menschenrechtsverteidigern wurde im Jahre 1998 und damit im Rahmen der Feierlichkeiten des 50-jährigen Jubiläums der Allgemeinen Menschenrechtserklärung verabschiedet. Sie war das Ergebnis fast zwei Jahrzehnte währender Verhandlungen. Die gewachsene Aufmerksamkeit der Weltöffentlichkeit gegenüber Menschenrechtsaktivisten hatte ihren Ursprung indirekt in der KSZE-Schlussakte von Helsinki, in welcher Staaten beider Blöcke während des Kalten Krieges die Menschenrechte zu einem Prinzip der internationalen Beziehungen erklärten. Diese Erklärung sollte sich insbesondere für die damaligen Ostblockstaaten als heikel erweisen; nach Erklärung der Schlussakte gelang es sowjetischen Dissidenten, Kontakte zu Aktivisten und Regierungen der westlichen Hemisphäre aufzubauen und dadurch politische Unterdrückung in der ehemaligen Sowjetunion anzuprangern. Infolgedessen kam es dort im Jahr 1977 zu einer Verhaftungswelle. Danach wurden die KSZE-Folgekonferenzen von westlichen Regierungen zunehmend dazu genutzt, sowjetische Menschenrechtsverletzungen publik zu machen – auch, indem Namen verfolgter Aktivisten in Osteuropa öffentlich verwendet wurden. Durch diesen Prozess erhöhte sich auch in der UN zunehmend die Sensibilität für die Tatsache, dass die Implementierung internationaler Menschenrechtsstandards entscheidend von Aktivisten in autokratisch regierten Staaten abhängig waren und sind, Aktivisten, die sich für ihren Einsatz für die Menschenrechte in der eigenen Heimat in große Gefahr begeben.
 Im Jahr 1984 setzte die UN-Menschenrechtskommission eine blockübergreifende Arbeitsgruppe ein, die bis 1998 – und damit bis zur Erklärung zu den Menschenrechtsverteidigern – bestehen sollte. Die Arbeitsgruppe setzte sich aus Staatenvertretern mit Sitz in der Menschenrechtskommission zusammen, war jedoch etwa auch für Vertreter von Nichtregierungsorganisationen oder Beobachter anderer Staaten geöffnet. Zwischen Menschenrechts-NGOs des Westens und lokalen Oppositionellen des Ostblocks und aus Lateinamerika wie Südafrika bildeten sich Netzwerke heraus, durch die man Informationen über Menschenrechtsverletzungen austauschen konnte. Trotz der Bipolarität der Weltordnung kam es in den 1980er Jahren, nicht zuletzt im Zuge der erst wenige Jahre zuvor durch die UN veröffentlichten Menschenrechtspakte, zu einer Konjunktur und Internationalisierung des Einsatzes für die Menschenrechte. Dies begünstigte den Einsatz der Arbeitsgruppe. Von 1984 bis 1998 arbeitete diese am Entwurf für die Erklärung: In dieser Zeit zerfiel nicht nur die Sowjetunion, sondern auch die letzten Militärdiktaturen Lateinamerikas sowie das südafrikanische Apartheidsregime. Insbesondere Vertreter autokratischer Staaten hatten darauf gepocht, dass es Aufgabe der souveränen Einzelstaaten sei, Menschenrechtsfragen auf ihrem nationalen Hoheitsgebiet durchzusetzen. Mit dem Zerfall der Sowjetunion veränderten sich jedoch auch die Kräfteverhältnisse innerhalb der Arbeitsgruppe; im Jahr 1992 legte sie einen ersten Entwurf für eine Erklärung zu den Menschenrechtsverteidigern vor. Zahlreiche Unstimmigkeiten und Detailfragen hatten zur Folge, dass es noch weitere fünf Jahre dauern sollte, bis im Jahr 1997 schließlich ein beschlussfähiger Text vorgelegt werden konnte. Die finale Fassung der Erklärung blieb ein Kompromisstext, der von vielen an der Erarbeitung desselben beteiligten NGOs wie etwa Amnesty International als „striktes Minium“ bezeichnet wurde.

## Inhalt
In der Präambel der Erklärung wird „die wertvolle Arbeit von Individuen, der Gruppen und Vereinigungen in ihrem Beitrag zur wirksamen Beseitigung aller Menschenrechtsverletzungen“ gewürdigt. Der zweite Teil der Erklärung besteht aus insgesamt zwanzig Artikeln.
Im Artikel 1 heißt es:

„Jeder Mensch hat das Recht, einzeln wie auch in Gemeinschaft mit anderen, den Schutz und die Verwirklichung der Menschenrechte und Grundfreiheiten auf nationaler wie auch auf internationaler Ebene zu fördern und darauf hinzuwirken.“

Diesen Ausführungen folgt in Artikel 3 eine Bekräftigung der „primären“ Verantwortung eines jeden Staates, Menschenrechte aus dem eigenen Hoheitsgebiet umzusetzen. Diese Bekräftigung ist als Zugeständnis an die Gruppe von Gegnern einer Erklärung innerhalb der Arbeitsgruppe zu verstehen, die eine Stärkung zivilgesellschaftlicher Akteure als Gefährdung der eigenen staatlichen Souveränität ansahen. In den Artikeln 5 bis 8 werden Rechte erläutert, die zivilgesellschaftliche Akteure bei deren Tätigkeit unterstützen soll: die Versammlungs- und Vereinigungsfreiheit; das Recht auf Kommunikation mit NGOs und zwischenstaatlichen Organisationen; Informationsfreiheit sowie das Recht, menschenrechtrelevante Informationen auch zu veröffentlichen; das Recht, neue Menschenrechtsideen zu entwickeln und für ihre Akzeptanz zu werben sowie sich an öffentlichen Angelegenheiten beteiligen zu dürfen. In den Artikeln 9 bis 12 wird das Verteidigen von Menschenrechtsverletzungen auch ausdrücklich mit dem Recht auf Schutz vor Menschenrechtsverletzungen verbunden. Durch den Einfluss autokratischer Staaten wie Kuba, China oder Syrien wird in Artikel 18 die Verpflichtung des Einzelnen gegenüber der Gemeinschaft betont – eine nicht genau definierte und deshalb dehnbare Floskel, von der sich Staaten wie die oben genannten eine Abschwächung der Wirkung der Resolution auf ihrem eigenen Territorium erhofften.
Obwohl die 1998 dann verabschiedete Erklärung als „Erklärung zu Menschenrechtsverteidigern“ Bekanntheit erlangt hat, findet sich der Begriff „Menschenrechtsverteidiger“ weder im offiziellen Titel noch irgendwo im eigentlichen Text. Stattdessen wurde die Resolution unter dem sperrigen Titel „Erklärung über das Recht und die Verpflichtung von Einzelpersonen, Gruppen und Organen der Gesellschaft, die allgemein erkannten Menschenrechte und Grundfreiheiten zu fördern und zu schützen“ veröffentlicht. Die komplizierte Sprache gilt als Erbstück aus den ersten Verhandlungsjahren zu Sowjetzeiten.

## Bedeutung
Zwar ist die Erklärung nicht völkerrechtlich bindend; doch beförderte sie in hohem Maße die internationale Anerkennung für die – oft risikobehaftete – Arbeit von Menschenrechtsaktivisten. Das Innovative am Gedanken der Erklärung zu den Menschenrechtsverteidigern aus dem Jahr 1998 liegt somit nicht zuletzt darin, im Umgang mit Staaten mit problematischer Menschenrechtssituation diese nicht nur anzuprangern, sondern – auf in gewissem Sinne positive Weise – innergesellschaftliche Kräfte zu stärken, die sich für Menschenrechte einsetzen. Damit sorgte die Erklärung für einen Impuls hin zu einem stärker präventiven und nachhaltigeren Wirkungsanspruch internationaler Menschenrechtsarbeit, der eben nicht nur Missstände benennt.